# Scymnus enochrus
Scymnus enochrus är en skalbaggsart som beskrevs av Gordon 1976. Scymnus enochrus ingår i släktet Scymnus och familjen nyckelpigor. Inga underarter finns listade i Catalogue of Life.